# Resolutie 1407 Veiligheidsraad Verenigde Naties
Resolutie 1407 van de Veiligheidsraad van de Verenigde Naties werd op 3 mei 2002 unaniem door de VN-Veiligheidsraad aangenomen.

## Achtergrond
In 1960 werden de voormalige kolonies Brits Somaliland en Italiaans Somaliland onafhankelijk en samengevoegd tot Somalië. In 1969 greep het leger de macht en werd Somalië een socialistisch-islamitisch land. In de jaren 1980 leidde het verzet tegen het totalitair geworden regime tot een burgeroorlog en in 1991 viel het centrale regime. Vanaf dan beheersten verschillende groeperingen elk een deel van het land en enkele delen scheurden zich ook af van Somalië.

## Inhoud

### Waarnemingen
Men was ernstig bezorgd over de wapentrafiek naar Somalië, wat de vrede en veiligheid en de inspanningen tot nationale verzoening er ondermijnde.

### Handelingen
Er werd een panel van experts voorbereid die de schendingen van het wapenembargo tegen Somalië moesten onderzoeken. De secretaris-generaal werd gevraagd een team van twee experts samen te stellen die ter voorbereiding een actieplan moesten opstellen met de middelen en de expertise die het panel nodig zou hebben.
Dat panel moest vervolgens informatie bekomen over schendingen, op onderzoek gaan naar Somalië en buurlanden, beoordelen in hoeverre de landen in de regio in staat waren het embargo uit te voeren en aanbevelingen doen om het embargo te versterken.
Alle landen en de Somalische overgangsregering werden om hun medewerking gevraagd bij de zoektocht van het team naar informatie en hun bezoeken aan plaatsen en betrokkenen. Ook alle personen en entiteiten, zoals politieke leiders, zakenmensen, financiële instellingen, luchtvaartmaatschappijen en overheden, werd om hun medewerking gevraagd. Het team moest de Veiligheidsraad meteen inlichten bij enig gebrek aan medewerking.
Alle landen werd ten slotte gevraagd binnen de 60 dagen aan het comité dat toezag op de uitvoering van het embargo te laten weten welke maatregelen ze hadden genomen en - vooral de landen in de regio - alle informatie te verstrekken die ze hebben over schendingen ervan.

## Verwante resoluties
- Resolutie 954 Veiligheidsraad Verenigde Naties (1994)
- Resolutie 1356 Veiligheidsraad Verenigde Naties (2001)
- Resolutie 1425 Veiligheidsraad Verenigde Naties
- Resolutie 1474 Veiligheidsraad Verenigde Naties (2003)

Lijst ·  1387 ·  1388 ·  1389 ·  1390 ·  1391 ·  1392 ·  1393 ·  1394 ·  1395 ·  1396 ·  1397 ·  1398 ·  1399 ·  1400 ·  1401 ·  1402 ·  1403 ·  1404 ·  1405 ·  1406 ·  1407 ·  1408 ·  1409 ·  1410 ·  1411 ·  1412 ·  1413 ·  1414 ·  1415 ·  1416 ·  1417 ·  1418 ·  1419 ·  1420 ·  1421 ·  1422 ·  1423 ·  1424 ·  1425 ·  1426 ·  1427 ·  1428 ·  1429 ·  1430 ·  1431 ·  1432 ·  1433 ·  1434 ·  1435 ·  1436 ·  1437 ·  1438 ·  1439 ·  1440 ·  1441 ·  1442 ·  1443 ·  1444 ·  1445 ·  1446 ·  1447 ·  1448 ·  1449 ·  1450 ·  1451 ·  1452 ·  1453 ·  1454